# Charitón
Charitón z Afrodisias, řecky Χαρίτων Ἀφροδισεύς (asi 2. století) byl starověký řecký spisovatel, autor nejstaršího plně dochovaného románu Příhody Chairea a Kallirhoy (Τῶν Περὶ Χαιρέαν Καὶ Καλλιρρόην).
Pocházel z maloasijského města Afrodisias, byl synem písaře Athénagóra, a pracoval jako sekretář u advokáta. Badatelé dlouho pochybovali o pravosti jeho jména. To bylo potvrzeno až při vykopávkách ve městě Afrodisias, kde se našel nápis s jeho jménem.

## Příhody Chairea a Kallirhoy
Ve svém románu líčí Charitón v osmi knihách strastiplné příběhy mladého manželského páru. Chaireas, syn Aristonův, a Kallirrhoé, dcera slavného syrakuského vojevůdce Hermokrata. se do sebe zamilovali a byli oddáni. Chaireas však začne neopodstatněně podezírat svou manželku z nevěry a v návalu žárlivosti jí uhodí tak silně, že klesne na zem, a všichni si myslí, že je mrtvá. Je proto pohřbena v hrobce za městem, kterou však v noci vyloupí lupiči. Protože se Kallirrhoé právě probrala ze své zdánlivé smrti, unesou ji a v Milétu ji prodají do otroctví. Když se o všem dozví Chaireas, vypraví se ji osvobodit. Po mnoha dobrodružstvích, při kterých se hlavní osoby románu dostaly i na dvůr perského velkokrále Artaxerxa, se nakonec společně šťastně vrátí do Syrakus.

## Česká vydání
- O věrné lásce Chairea a Kallirhoy, Odeon, Praha 1967, přeložil Rudolf Mertlík,
- O věrné lásce Chairea a Kallirhoy, obsaženo v knize Dobrodružství lásky - Řecký román I., Arista a Baset, Praha 2001, přeložil Rudolf Mertlík.